# Malcolm Marshall
Pour les articles homonymes, voir Marshall.
Malcolm Denzil Marshall est un joueur de cricket barbadien, international au sein de l'équipe des Indes occidentales, né le 18 avril 1958 à Bridgetown et mort le 4 novembre 1999 dans la même ville.
Ce lanceur rapide débute avec l'équipe de la Barbade en 1978 avant d'être sélectionné pour la première fois avec les Indes occidentales en Test cricket la même année. Il dispute son dernier match international, au format One-day International, en 1992. Marshall fait partie des fast bowlers qui permettent aux Indes occidentales de dominer le cricket mondial au cours des années 1980. Il accumule au total 376 guichets en Test cricket, un record pour un joueur de sa sélection jusqu'à ce qu'il soit battu par Courtney Walsh. Parmi les joueurs qui ont réussi plus de deux-cents guichets dans cette forme de jeu, il est celui qui possède la meilleure moyenne au lancer. À l'issue de sa carrière de joueur, il devient entraîneur mais meurt d'un cancer de l'intestin à l'âge de 41 ans.

## Biographie
Malcolm Marshall naît le 18 avril 1958 à Bridgetown. Son père décède alors qu'il est un enfant en bas âge, et c'est son grand-père qui l'initie au cricket. Il fait ses débuts avec l'équipe de la Barbade en list A cricket puis en first-class cricket début 1978,.
Il est invite à participer à une tournée de l'équipe des Indes occidentales en Inde et au Sri Lanka en 1978-1979 alors qu'il n'a joué qu'un match first-class avec Barbade : de nombreux sélectionnés réguliers sont indisponibles car ils participent à la World Series Cricket (WSC), une ligue rebelle. Il dispute son premier test-match face à l'Inde, en décembre 1978. Il ne prend toutefois que trois guichets en concédant 265 courses au cours de sa première série. Il est recruté par le Hampshire, en Angleterre, pour la saison 1979. Cette même saison, après le retour des joueurs de la WSC, il est sélectionné pour la deuxième Coupe du monde de cricket, sans jouer. Il participe à la tournée des Indes occidentales en Angleterre en 1980. À cette époque, il est difficile de se faire une place dans le onze des Indes occidentales, alors que Andy Roberts, Michael Holding, Joel Garner et Colin Croft sont tous expérimentés. Face à ces mêmes Anglais, il dispute le dernier test à domicile du Trophée Wisden de 1980-1981 en lieu et place d'Andy Roberts.
En 1982, il accumule avec le Hampshire 134 guichets dans le County Championship, alors que le deuxième meilleur total est de 90 cette année-là. Il réalise sa première performance notable en Test cricket en 1983, contre l'Inde : 5 guichets pour 37 courses concédées (5/37). Contre les mêmes adversaires, en 1983-1984, il totalise 33 guichets en six test-matchs. Face à l'Australie, début 1984, ses statistiques incluent des totaux tels que 5/42 et 5/51. La même année, blessé à la main le premier jour d'un test-match contre l'Angleterre, il batte à une main puis élimine sept batteurs anglais dans leur seconde manche. Au cours de la même série, un de ses lancers blesse à la tête Andy Lloyd. Avec 28 guichets et quatre manches consécutives en comptant au moins cinq, il est l'« homme de la série » lors de la défense par les Indes occidentales du Trophée Frank Worrell en Australie en 1984-1985.
Face aux Anglais en 1988, il cumule 35 guichets à une moyenne d'à peine douze. En quinze test-matchs contre l'Angleterre entre 1984 et 1988, les Indes occidentales remportent 14 matchs. Le seul qui leur échappe, en 1988, est le seul que manque Malcolm Marshall.
Ses capacités déclinent par la suite, et il se retire du cricket international à l'issue de la Coupe du monde 1992, mais continue avec le Hampshire. Il signe en 1992-1993 avec le Natal, en Afrique du Sud. Il devient le mentor de jeunes joueurs sud-africains, notamment Shaun Pollock et Lance Klusener.
À l'issue de sa carrière de joueur, Marshall devient en 1996 entraîneur à la fois du Hampshire et des Indes occidentales. Il est obligé de s'arrêter de lancer face à ses joueurs à l'entraînement, certains d'entre eux étant démoralisés par ses performances face à eux. Il tombe malade lors de la Coupe du monde 1999, et Viv Richards le remplace en tant qu'entraîneur des Indes occidentales. Malgré une chimiothérapie, il meurt d'un cancer de l'intestin à Bridgetown le 4 novembre 1999, quelques semaines après s'être marié avec sa fiancée.

## Bilan sportif

### Principales équipes
|                    | Test                  | ODI                   |
| ------------------ | --------------------- | --------------------- |
| Indes occidentales | 1978-1991             | 1980-1992             |
|                    | First-class           | List A                |
| Barbade            | 1977-1978 - 1990-1991 | 1977-1978 - 1990-1991 |
| Hampshire          | 1979 - 1993           | 1979 - 1993           |
| Natal              | 1992-1993 - 1994-1995 | 1992-1993 - 1994-1995 |

## Honneurs
- Un des cinq Wisden Cricketers of the Year de l'année 1983.
- Membre de l'ICC Cricket Hall of Fame depuis 2009 (membre inaugural)[12].